# Petrejoides pokomchii
Petrejoides pokomchii là một loài bọ cánh cứng trong họ Passalidae. Loài này được Schuster miêu tả khoa học năm 1991.